# Hachenburg
Hachenburg – miasto w Niemczech, w kraju związkowym Nadrenia-Palatynat, w powiecie Westerwald, siedziba gminy związkowej Hachenburg. Liczy 5 695 mieszkańców (31 grudnia 2010).